# Euxoa macleani
Euxoa macleani là một loài bướm đêm thuộc họ Noctuidae. Loài này có ở miền tây Canada.
Chiều dài cánh trước là 14–18 mm.